# Jack Warner
Jack Leonard Warner, född 2 augusti 1892 i London i Ontario, död 9 september 1978 i Los Angeles i Kalifornien, var en kanadensiskfödd amerikansk filmbolagsdirektör och filmproducent.
Jack Warner grundade tillsammans med sina bröder Harry, Albert och Sam filmbolaget Warner Bros. Pictures Inc. 1923. Filmbolaget var det första som satsade på ljudfilmen och låg bakom filmen Jazzsångaren från 1927. Han var även med att grunda Amerikanska filmakademien, som varje år delar ut Oscars-priset. Warner kom att bli en legend i Hollywood och titulerades ofta "översten" av sin omgivning. Han drog sig tillbaka från filmvärlden 1967.
Warner var även ordförande i Hollywood Park Racetrack då banan öppnade 1938.

## Filmografi (i urval)
- 1939 – Då lagen var maktlös
- 1942 – Yankee Doodle Dandy
- 1942 – Casablanca
- 1944 – Arsenik och gamla spetsar
- 1944 – Att ha och inte ha
- 1945 – Mildred Pierce - en amerikansk kvinna
- 1946 – Utpressning
- 1947 – Pappa och vi
- 1947 – Mörk passage
- 1948 – Sierra Madres skatt
- 1954 – En stjärna föds
- 1964 – My Fair Lady